# Mesochorus nitidus
Mesochorus nitidus là một loài tò vò trong họ Ichneumonidae.